# Johann Girschik
Johann Girschik (* 19. Juli 1936 in Langenrohr, Niederösterreich; † 13. Februar 2025 in Tulln an der Donau) war ein österreichischer Unternehmer, Funktionär sowie Förderer von Kultur, Handwerk und Sport in Niederösterreich. Er spielte eine bedeutende Rolle in der Förderung der regionalen Wirtschaft und war für sein Engagement im öffentlichen Leben bekannt.

## Frühes Leben
Girschik wurde als jüngster Sohn einer kinderreichen Familie in Langenrohr geboren. Im Alter von 18 Jahren begann er eine Karriere als Fußballspieler und spielte unter anderem für Austria Salzburg. 1955 nahm er an der  Asientournee des Vereins teil. Ein schwerer Motorradunfall beendete jedoch frühzeitig seine sportliche Laufbahn.

## Berufliche Laufbahn
Nach dem Unfall übernahm Johann Girschik den elterlichen Tischlereibetrieb, den er ausbaute. Gleichzeitig engagierte er sich in der Interessenvertretung und wurde mit 36 Jahren Landesinnungsmeister der Tischler Niederösterreichs. Sein Engagement für das Handwerk zeigte sich in zahlreichen Führungsfunktionen, darunter: 
- Obmann der Wirtschaftskammer Tulln[5]
- Landesinnungsmeister der Tischler Niederösterreich[6]
- Sektionsobmann für Gewerbe in der Wirtschaftskammer Niederösterreich[7]
- Obmann des Sportvereins Langenrohr[8]

Er war Gründer der Meisterschule für Tischler in Pöchlarn, heute Teil der New Design University, womit er einen bleibenden Beitrag zur Ausbildung im Handwerk leistete.

## Kulturelles und sportliches Engagement
Johann Girschik gründete das Josef-Reither-Museum in Langenrohr, das heute Teil der New Design University ist, und war über viele Jahre dessen Präsident. Zudem stand er dem Kulturkreis Langenrohr vor. Ihm zu Ehren wurde im Museum eine Ehrentafel enthüllt. Auch im Sport war er aktiv: Als Obmann des Sportvereins Langenrohr prägte er über Jahrzehnte das Vereinsleben.

## Privatleben
Johann Girschik war mit Lieselotte Girschik verheiratet. Aus der Ehe gingen zwei Kinder hervor: Judith Girschik und Johannes Girschik. Zudem war er Großvater von Felix Mensdorff-Pouilly. Girschik engagierte sich über viele Jahre hinweg im sozialen, kulturellen und wirtschaftlichen Bereich und setzte sich für das Wohl seiner Mitmenschen ein.

## Tod und Vermächtnis
Er verstarb am 13. Februar 2025 in Tulln an der Donau. Bei seiner feierlichen Verabschiedung erwiesen ihm Persönlichkeiten aus Politik, Wirtschaft, Handwerk, Kultur und Sport die letzte Ehre. Sein Name bleibt mit zahlreichen regionalen Initiativen und Institutionen verbunden. Eine Ehrentafel im Josef Reither Museum in Langenrohr erinnert an sein Wirken.

## Auszeichnungen
- Großes Ehrenzeichen für Verdienste um das Bundesland Niederösterreich
- Große Silberne Ehrenmedaille der Wirtschaftskammer Niederösterreich
- Ehrenring der Stadt Pöchlarn